# Ракувка (Свентокшиське воєводство)
Ракувка (пол. Rakówka) — село в Польщі, у гміні Ракув Келецького повіту Свентокшиського воєводства.
Населення — 137 осіб (2011).
У 1975-1998 роках село належало до Келецького воєводства.

## Демографія
Демографічна структура на день 31 березня 2011 року:
|          | Загалом | Допрацездатний вік | Працездатний вік | Постпрацездатний вік |
| -------- | ------- | ------------------ | ---------------- | -------------------- |
| Чоловіки | 75      | 17                 | 43               | 15                   |
| Жінки    | 62      | 9                  | 31               | 22                   |
| Разом    | 137     | 26                 | 74               | 37                   |